# Can't Get You Out of My Head
"Can't Get You out of My Head" dance-pop je pjesma australske pjevačice Kylie Minogue. Objavljena je kao debitantski singl s njenog osmog studijskog albuma Fever, 9. kolovoza 2001. godine, u izdanju diskografskih kuća Parlophone, Mushroom Records i Capitol Records.

## O pjesmi
Napisali su je i producirali Cathy Dennis i Rob Davis. Objavljena kao debitantski singl s albuma u trećoj četvrtini 2001. godine, pjesma je dospjela na prvo mjesto ljestvica u 40 država i prodana u preko 4 milijuna primjeraka širom svijeta. "Can't Get You out of My Head" je prva Minogueina pjesma koja je dospjela između prvih deset mjesta na ljestvici u 13 godina i postala je njen zaštitni znak. U Minogueinoj kasnijoj biografiji objavljeno je da je "Can't Get You out of My Head" zauzela prvo mjesto u 40 država, tako da je to Minogueina najuspješnija pjesma.
Kylie je izvela pjesmu na sljedećim koncertnim turnejama::
- On A Night Like This Tour
- KylieFever2002 (kao "Can't Get Blue Monday Out Of My Head")
- Showgirl: The Greatest Hits Tour
- Showgirl: The Homecoming Tour
- KylieX2008 (Greg Kurstin Mix, u medleyu s pjesmom "Boombox")
- For You, For Me Tour (u medleyu s pjesmom "Boombox")
- Aphrodite World Tour (rock inačica pjesme)

Pjesma je također izvedena na:
- An Audience with Kylie televizijskoj emisiji iz 2001. godine
- Money Can't Buy televizijskom koncertu iz 2003. godine
- The Kylie Show televizijskoj emisiji iz 2007. godine

### Komercijalni uspjeh
Minogue je zabilježila svoj 7. vrh na australskoj top ljestvici kad je "Can't Get You Out of My Head" dospio na prvo mjesto 23. rujna 2001. Pjesma je provela 4 tjedna na vrhu i postala treći najprodavaniji singl godine u Australiji, ispred nje bili su pjesma "Can't Fight the Moonlight" od LeAnna Rimesa i pjesma "It Wasn't Me" od Shaggyja. U Australiji pjesma je 3 puta dobila platinastu certifikaciju zbog prodanih 210.100 primjeraka. Uz to, pjesma je zauzela prvo mjesto na službenoj top ljestvici u Novom Zelandu i ostala na tom mjestu 3 tjedna. Kasnije je u Novom Zelandu dobila platinastu certifikaciju.
"Can't Get You Out of My Head" završila je na prvom mjestu svake države u Europi, osim Finske, gdje je završila na petom mjestu. Pjesma je provela 16 tjedana na prvom mjestu službene europske top ljestvice sve do siječnja 2002. godine kad je na tom mjestu završila pjesma od Robbieja Williamsa i Nicole Kidman, "Somethin' Stupid". Također, "Can't Get You Out of My Head" dospjela je na prvo mjesto tjedne službene francuske i njemačke top ljestvice, singl je prodan u preko 500.000 primjeraka u svakoj državi i dobio po jednu platinastu certifikaciju od svake države. Prodano je preko 306.000 primjeraka singla u prvom tjednu nakon objave, što je rezultiralo prvim mjestom na službenoj ljestvici u Ujedinjenom Kraljevstvu. Pjesma je provela 4 tjedna na vrhu te ljestvice. Pri kraju godine objavljeno je da je prodano 1,037,235 primjeraka singla. Tako je pjesma postala 3. najprodavaniji singl 2001. godine u Ujedinjenom Kraljevstvu; ispred nje bili su pjesma "It Wasn't Me" od glazbenog izvođača Shaggyja i "Pure and Simple" od Hear'Saya. Tokom cijele godine prodano je preko jedan milijun primjeraka singla i postala je 67. najprodavaniji singl ikad u Ujedinjenom Kraljevstvu, gdje je dobio platinastu certifikaciju. Uz to, Minogue dio je grupe 7 ženskih izovđača sa singlovima koji se prodaju u milijunima primjeraka. U grupi su pjevačice Whitney Houston, Cher, Céline Dion itd. "Can't Get You Out of My Head" Minoguein je drugi singl koji se prodao u preko milijun primjeraka, prvi takav singl je "Especially for You", hit broj 2, suradnja s Jasonom Donovanom objavljena 1988. godine. S preko 4 milijuna prodanih primjeraka diljem svijeta, "Can't Get You Out of My Head" Minoguein je najuspješniji singl ikad.
Prateći uspjeh postignut širom svijeta, "Can't Get You Out of My Head" objavljen je u Sjevernoj Americi 2002. godine. Singl je dospio na 23. mjesto na top ljestvici Bubbling Under Hot 100 singlova 5. siječnja. Dva tjedna kasnije pojavio se na ljestvici Billboard Hot 100 na 64. mjestu, a u svom devetom tjednu na toj ljestvici dospio je na 7. mjesto. Tako je singl postao Minoguein prvi singl koji je završio na jednom od prvih 10 mjesta u SADu, nakon singla  "The Loco-Motion", koji je završio na 3. mjestu za dva tjedna u 1988. godini. Pjesma je provela 20 tjedana na ljestvici i završila na 45. mjestu godišnje top-ljestvice časopisa Billboard. "Can't Get You Out of My Head" bio je hit na top ljestvici Top 40 radio, postižući jedno od prvih 10 mjesta na ljestvicama Top 40 Mainstream, Top 40 Tracks i Rhythmic Top 40, što je pomoglo da singl dostigne 8. mjesto na ljestvici Hot 100 Airplay. Uz to, pjesma je završila na vrhu top ljestvice Hot Dance Club Play. Zbog svoje tjedne prodaje singl je završio na 72. mjestu top ljestvice Hot 100 Singles Sales. 15. kolovoza 2005. godine singl je dobio zlatnu certifikaciju u SAD-u zbog više od 500.000 prodanih primjeraka preko internetskog preuzimanja samo u SAD-u.

### Rekordi[27]
- "Can't Get You Out of My Head" pušten je na radiju preko 3000 puta u jednom tjednu u Ujedinjenom Kraljevstvu, to je prvi put u povijesti airplay top ljestvica da je neka pjesma puštena preko 3000 puta u tjednu.
- U Grčkoj postao je EMI-jev najprodavaniji singl svih vremena.
- Postao je singl koji se najduže zadržao na airplay ljestvici u Ujedinjenom Kraljevstvu nakon 8 tjedana na vrhu.
- "Can’t Get You Out of My Head" pjesma je koja se najviše puta puštala na radiju u jednom tjednu u Njemačkoj.
- NME imenovao je "Can’t Get You Out of My Head" najboljim spotom godine.
- "Can’t Get You Out of My Head" bio je najprodavaniji singl godine u Norveškoj.
- Spot nominiran je za "Najbolji međunarodni videospot" na dodjeli "Much glazbenih video nagrada" u Kanadi.
- "Can’t Get You Out of My Head" dobio je 3 Ivor Novello nagrade: "Najbolji međunarodni singl", "Najbolja dance pjesma" i "Najodsviranija pjesma godine"
- Spot od "Can't Get You Out of My Head" dobio je nagradu za "Najbolju koreografiju" spota na dodjeli američkih MTV nagrada.
- Na dodjeli ARIA nagrada u Australiji, pjesma je nominirana u dvije kategorije: "Najprodavaniji australski singl" i "Singl godine".

## Formati i popisi verzija
Ovo su formati i popis verzija službenih izdanja singla "Can't Get You Out of My Head."
| Međunarodni CD 1 1. "Can't Get You Out of My Head" — 3:51 2. "Boy" — 3:47 3. "Rendezvous at Sunset" — 3:23 4. "Can't Get You Out of My Head" [Video] Međunarodni CD 2 < 1. "Can't Get You Out of My Head" — 3:51 2. "Can't Get You Out of My Head" [K&M Mindprint Mix] — 6:34 3. "Can't Get You Out of My Head" [Plastika Mix] — 9:26 | Međunarodni CD 3 1. "Can't Get You Out of My Head" — 3:51 2. "Boy" — 3:47 * Nije objavljeno u Njemačkoj. Australski CD 2 1. "Can't Get You Out of My Head" — 3:51 2. "Can't Get You Out of My Head" [K&M Mindprint Mix] — 6:34 3. "Can't Get You Out of My Head" [Plastika Mix] — 9:26 4. "Can't Get You Out of My Head" [Superchumbo Todo Mamado Mix] — 8:32 |

## Videospot
Spot za pjesmu "Can't Get You Out of My Head" režirao je Dawn Shadforth. Prva scena prikazuje Minogue kako vozi žuti De Tomaso Mangustu kroz futuristički grad i pomoćne plesače u raznim futurističkim kostimima kako plešu jako stilizirane pokrete. Zatim se prikazuje samo Minogue u sportskoj odjeći, poslije čega se ona vidi s ostalim plesačima u računalom napravljenom futurističkom gradu. Odjevena je u bijeli kostim s kapuljačom i otkrivenim vratom i dekolteom. Usne su joj jarko crvene, čine kontrast bijeloj pozadini i kostimima. Krajnje scene prikazuju Minogue kako pleše u haljini od metalnih kvadratića, kakve su kasnije upotrijebljene za nastup pomoćnih plesača u izvedbi pjesme "I Believe in You" na Minogueinoj turneji Showgirl Tour 2005. godine. U pozadini se prikazuju visoki neboderi s velikim staklenim prozorima. Svjetla se pale i gase kako Minogue pravi pokrete. Onda se prikazuje Minogue u istoj haljini i pomoćni plesači kako plešu isti ples kao i u prvim scenama spota. Svjetla nebodera se i dalje pale i gase po njihovim pokretima. Krajnja scena prikazuje samo Minogue, u istom izdanju.
2002. godine, spot osvojio je MTV video glazbenu nagradu za najbolju koreografiju. Izabran je za treći najbolji spot svih vremena na talijanskom MTV-u.

## Top ljestvice
| Top ljestvica (2001.)               | Najviša pozicija |
| ----------------------------------- | ---------------- |
| Australija                          | 1                |
| Austrija                            | 1                |
| Belgija (Flandrija)                 | 1                |
| Belgija (Valonija)                  | 1                |
| Danska                              | 1                |
| Nizozemska                          | 1                |
| Europa                              | 1                |
| Finska                              | 5                |
| Francuska                           | 1                |
| Njemačka                            | 1                |
| Irska                               | 1                |
| Italija                             | 1                |
| Novi Zeland                         | 1                |
| Norveška                            | 1                |
| Švedska                             | 1                |
| Švicarska                           | 1                |
| Ujedinjeno Kraljevstvo              | 1                |
| Top ljestvica (2002.)               | Najviša pozicija |
| Kanada                              | 3                |
| SAD (Billboard Hot 100)             | 7                |
| SAD Billboard (Hot Dance Club Play) | 1                |

| Država                 | Pozicija |
| ---------------------- | -------- |
| Ujedinjeno Kraljevstvo | 67       |

| Godina | Država                 | Pozicija |
| ------ | ---------------------- | -------- |
| 2001.  | Australija             | 3        |
| 2001.  | Austrija               | 1        |
| 2001.  | Belgija (Flandrija)    | 8        |
| 2001.  | Belgija (Valonija)     | 5        |
| 2001.  | Francuska              | 8        |
| 2001.  | Njemačka               | 6        |
| 2001.  | Švicarska              | 1        |
| 2001.  | Ujedinjeno Kraljevstvo | 3        |
| 2002.  | Austrija               | 50       |
| 2002.  | Francuska              | 36       |
| 2002.  | Njemačka               | 15       |
| 2002.  | Švicarska              | 26       |
| 2002.  | SAD                    | 12       |

| Država                 | Izdavač     | Certifikacija | Prodaja   |
| ---------------------- | ----------- | ------------- | --------- |
| Australija             | ARIA        | 3× platinasta | 210.000   |
| Austrija               | IFPI        | platinasta    | 30.000    |
| Belgija                | ultratop.be | 2× platinasta | 80.000    |
| Francuska              | SNEP        | platinasta    | 500.000   |
| Njemačka               | IFPI        | platinasta    | 500.000   |
| Novi Zeland            | RIANZ       | zlatna        | 7.500     |
| Norveška               | IFPI        | platinasta    | 20.000    |
| Švedska                | IFPI        | platinasta    | 60.000    |
| Švicarska              | IFPI        | platinasta    | 40.000    |
| Ujedinjeno Kraljevstvo | BPI         | platinasta    | 1.100.000 |
| SAD                    | RIAA        | zlatna        | 800.000   |

## Povijest objavljivanja
| Regija                 | Datum           |
| ---------------------- | --------------- |
| Australija             | 8. rujna 2001.  |
| Ujedinjeno Kraljevstvo | 17. rujna 2001. |
| SAD                    | veljača 2002.   |

## Prethodnici i nasljednici na top listama
| Prethodnik "Can We Fix It?" (Bob The Builder) | ARIA broj 1 singl (16. rujna 2001. - 7. listopada 2001.) | Nasljednik "Because I Got High" (Afroman) |

| Prethodnik "Hey Baby" (DJ Otzi) | UK Singles Chart broj 1 singl (23. rujna 2001. - 20. listopada 2001.) | Nasljednik "Because I Got High" (Afroman) |

| Prethodnik "Freelove" (Depeche Mode) | SAD Billboard Hot Dance Club Play broj 1 singl (9. veljače 2002. - 16. veljače 2002.) | Nasljednik "Caught Up" (DJ Disciple ft. Mia Cox) |

## Inačice drugih izvođača
| - Hong Kong folk-pop duet s at17 ( albumMeow Meow Meow) - Carmen Consoli (albumi Carmen Consoli i Un sorso in più) - Jack L (akustična inačica na albumu Even Better than the Real Thing Vol. 1) - Helena Noguerra (album Née dans la nature) - The Flaming Lips (EP Fight Test) - Inkubus Sukkubus (album The Beast With Two Backs) - Njemački elektro/industrijski sastav Cyber Axis (album Skin iz 2003.) - Kid 606 (album The Action Packed Mentallist Brings You the Fucking Jams) - Poljski rock sastav Makowiecki Band' (album Makowiecki Band') - Švedski hardcore sastav Eternal September - T.C. ( promotivni album Dockers San Francisco Lifestyle) - Soulwax (Alcatraz - Milano) - "Can't Get Blue Monday Out Of My Head" Stuart Crichton Mix (album Boombox iz 2009.) | - Basement Jaxx - Bono (Vertigo Tour, 10. studenog 2006.) - Coldplay (Twisted Logic Tour, Glastonbury 2005) - Garbage (Beautifulgarbage Tour) - The Unicorns - Tori Amos - Good Charlotte - Matchbox 20 - Sandra Bernhard - Prince - Short Stack (Princess Ball Tour 2009) |